# Ctenochaetus strigosus

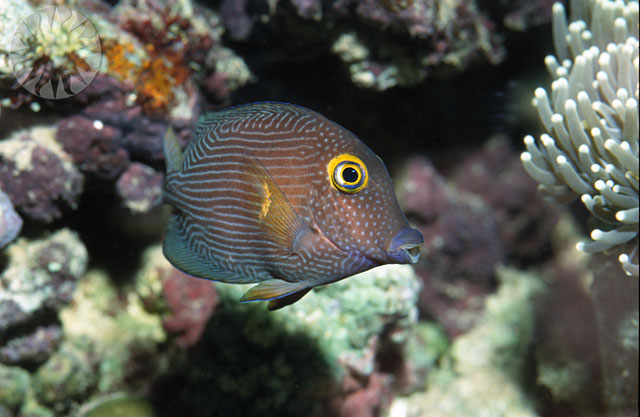

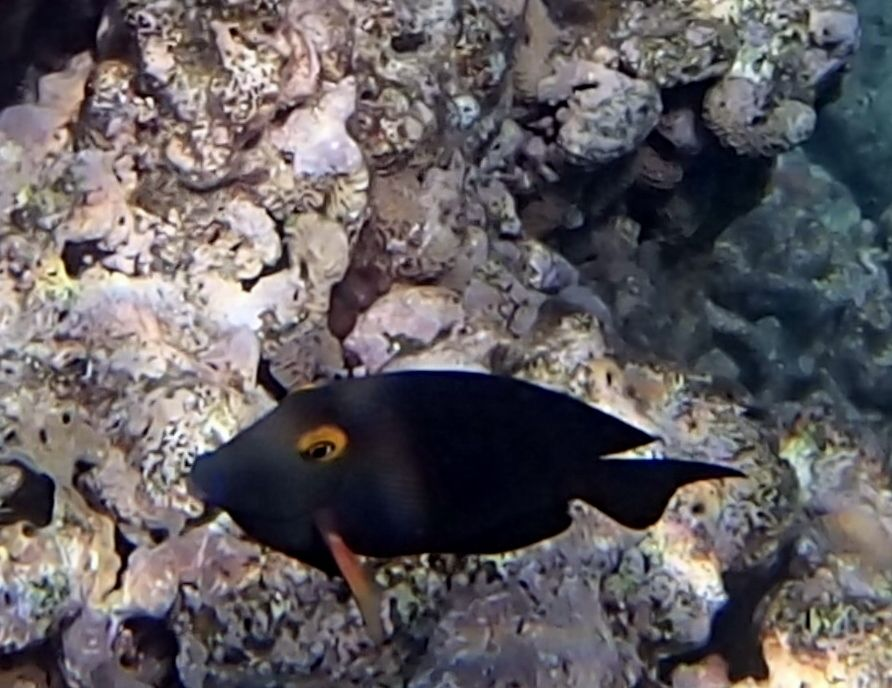
C. strigosus en Honolua Bay, Maui

El Ctenochaetus strigosus es una especie de pez cirujano del género Ctenochaetus, encuadrado en la familia Acanthuridae. Es un pez marino del orden Perciformes, endémico de Hawái. Su nombre común en inglés es Yelloweye surgeonfish, o pez cirujano de ojo amarillo. Es una especie común y abundante en su rango de distribución.

## Morfología
Tiene el cuerpo en forma oval, comprimido lateralmente. La boca es pequeña, protráctil y situada en la parte baja de la cabeza. Los juveniles son más redondeados de forma.
El color base de los adultos es marrón-oliva oscuro, con un patrón de rayas claras, horizontales, y mayoritariamente paralelas, que recubre el cuerpo. La cabeza presenta un moteado de puntos azules. Alrededor del ojo tiene un anillo amarillo, lo que, junto con su cola más truncada, le distingue de la especie emparentada C. striatus, a la que se parece enormemente. Las aletas pectorales son amarillo-anaranjadas. Los juveniles son totalmente amarillos.
Tiene 8 espinas dorsales, de 25 a 28 radios blandos dorsales, 3 espinas anales y de 22 a 25 radios blandos anales. Presenta de 30 a 36 branquiespinas en la fila posterior. Cuenta con una placa a cada lado del pedúnculo caudal, que alberga una pequeña espina defensiva.
Puede alcanzar una talla máxima de 14.6 cm.

## Hábitat y modo de vida
Especie asociada a arrecifes, habita tanto en áreas rocosas, como en zonas de escombros y de crecimiento coralino.
Su rango de profundidad oscila entre 1 y 113 m, aunque normalmente frecuenta aguas someras.
Suele ocurrir solitario y, mayoritariamente, durante el día.

## Distribución
Se distribuye exclusivamente en el Pacífico noreste. Es especie nativa de Hawái e isla Johnston.

## Alimentación
Baten la arena o el sustrato rocoso con los dientes, y utilizan la succión para extraer los detritus, que consisten en diatomeas, pequeños fragmentos de algas, materia orgánica y sedimentos finos inorgánicos. Cuentan con un estómago de paredes gruesas, lo que implica una característica significante en su ecología nutricional.

## Reproducción
Alcanzan la madurez sexual con 14.5 mm. Son dioicos, de fertilización externa y desovadores pelágicos. No cuidan a sus crías.